# Mišić odmicač palca
Mišić odmicač palca (lat. musculus abductor hallucis) mišić je prednje strane stopala. Mišić inervira lat. nervus plantaris medialis. 

## Polazište i hvatište
Mišić polazi s petne kosti, medijalnog gležnja, čunaste kosti, klinaste kosti i plantarne aponeuroze, a hvata se za proksimalni članak palca (medijalnu stranu).